# Lysimachia nemorum
Lysimachia nemorum, comúnmente llamada muraje amarillo, es una especie de plantas del género Lysimachia.

## Descripción
Planta vivaz de hasta 30-40 cm, con tallos más o menos tendidos que enraízan en su parte inferior. Hojas opuestas, cortamente pecioladas, ovaladas, puntiagudas, de 2-4 cm de longitud. Flores solitarias en las axilas de las hojas superiores, con un pedúnculo filiforme tan largo o más que las hojas. 5 sépalos lanceolados que no se superponen y 5 pétalos amarillos ovales. Florece en la segunda mitad de la primavera y durante casi todo el verano.

## Hábitat
Bosques húmedos y umbríos

## Distribución
Gran parte de Europa, excepto Islandia, Finlandia, Albania, Grecia, Turquía, Bulgaria y Hungría.